# Ubuntu Touch
Ubuntu Touch — операционная система, разработанная компанией Canonical Ltd. для смартфонов и планшетов. Ubuntu Touch призвана обеспечить удобство работы, как в Ubuntu Desktop Edition.
Операционная система была анонсирована 2 января 2013 года и официально публично показана на выставке Consumer Electronics Show 8—11 января 2013 года. Этому предшествовал таймер, отображавшийся на домашней странице Ubuntu.com около трёх дней. В нём содержались слова, «Так близко, что можно потрогать руками», который, по сути, предсказывал какой-то сенсорный интерфейс, и этим продуктом оказалась ОС Ubuntu Phone.

## Особенности
Ubuntu Phone базируется на настольной Desktop версии Ubuntu с заменой стандартной графической оболочки на мобильную версию Unity. Её интерфейс базируется на Qt и QML. Ubuntu Phone использует модифицированные Advanced Packaging Tool репозитории для получения и обновления программного обеспечения, так что пока система стоит отдельно от ПК-версии Ubuntu, и приложения, не адаптированные под малый экран, пока что не могут быть установлены по умолчанию. Система может быть использована со стандартным ядром Android Linux, а это означает, что она будет устанавливаться на самые новые смартфоны.
Программы для Ubuntu Phone OS могут быть написаны не только с помощью Qt, но и с помощью других механизмов, таких, как HTML5. Ubuntu (на всех устройствах) предусматривает возможность приложению, написанному на HTML5, использовать все системные лотки (например, уведомления) и могут быть легко интегрированы в интерфейс.
Ubuntu One Music Store также имеется на данной платформе и имеет всю необходимую функциональность, включая возможность покупки и воспроизведения музыки.

### Экран блокировки
На включённом Ubuntu Phone привычный экран блокировки отсутствует (разработчики объяснили это отсутствием необходимости), хотя разблокировка SIM-карты, вероятно, должна быть на своем месте. Вместо этого есть функциональный «экран приветствия». Окружение меняется в процессе использования, что довольно интересно. Оно отображает статус пользователя и последние события на экране приветствия в комплекте с анимированным стилизованным кругом.

### Встроенные приложения
Ubuntu Touch включает в себя популярные социальные и мультимедийные приложения (такие, как Facebook, YouTube и RSS-агрегатор, Telegram). Стандартные приложения, такие, как калькулятор, клиент электронной почты, будильник, диспетчер файлов и даже терминал, будут включены. Несколько приложений Ubuntu Touch работают на настольном компьютере, включая браузер, календарь, часы, галерею, заметки, напоминания, терминал и погоду.

## Интерфейс
Пользователь может получить доступ ко всей системе, проводя пальцами по экрану. Левая часть даёт вам мгновенный доступ к закреплённым в меню приложениям, а также приборную панель, которая является стартовым меню для всех приложений, файлов и контактов.
Эта функция, так же, как и та, которую вы можете найти на рабочем столе Ubuntu, даёт возможность изменить настройки системы с помощью индикаторов на верхней панели.
Ubuntu Phone имеет функцию многозадачности, и пользователь может переключиться на предыдущее приложение, просто проведя пальцем справа налево. Чтобы переключиться обратно, необходимо использовать панель на левой стороне дисплея.
Что касается нижней части, здесь она используется, чтобы показать или скрыть панель инструментов текущего приложения. Благодаря этому Ubuntu Phone позволяет любому приложению работать в полноэкранном режиме по умолчанию (то есть без рамок, в отличие от iOS и Android Linux, или механических кнопок, их заменяющих).
Рабочий стол состоит из семи экранов: «Сегодня», «NearBy», «Приложения», «Новости», «Музыка», «Видео», «Фотографии».

## Системные требования
|                                         | “Начальный” Ubuntu Smartphone | “High-end” Ubuntu Smartphone |
| --------------------------------------- | ----------------------------- | ---------------------------- |
| Архитектура процессора                  | 1 GHz Cortex A9               | Quad-core A9 или Intel Atom  |
| Оперативная память                      | 512 МБ – 1 ГБ                 | Мин. 1 ГБ                    |
| Флеш-память                             | 4-8 ГБ eMMC + SD              | Мин. 32 ГБ eMMC + SD         |
| Multi-Touch                             | Да                            | Да                           |
| Использование в качестве Desktop Ubuntu | Нет                           | Да                           |

|                                         | “Начальный” Ubuntu Tablet | “High-end” Ubuntu Tablet    |
| --------------------------------------- | ------------------------- | --------------------------- |
| Архитектура процессора                  | Dual-core Cortex A15      | Quad-core A15 или Intel x86 |
| Оперативная память                      | 2 ГБ рекомендуется        | 4 ГБ рекомендуется          |
| Флеш-память                             | Мин. 8 GB                 | Мин. 8 GB                   |
| Размер экрана                           | 7-10 дюймов               | 10-12 дюймов                |
| Multi-Touch                             | 4 касания                 | 4-10 касаний                |
| Использование в качестве Desktop Ubuntu | Нет                       | Да                          |

## Доступность
Сама система была выпущена в январе 2013 года, и стала доступна как образ системы для некоторых устройств Android, с возможностью установки также и на других смартфонах.
Хотя первоначально планировалось, что первые телефоны с UP появятся в 2014 году, 6 февраля 2013 Марк Шаттлворт заявил, что их следует ожидать уже в октябре 2013 на «двух крупнейших рынках мира». Какие именно рынки он имел в виду — пока что не известно. Для разработчиков UP стала доступна в феврале 2013 года. Первый релиз Ubuntu Touch для разработчиков и партнёров был выпущен 17 октября 2013 года.
Разработаны версии для телефонов: HTC HD2 (кастом) и пр.

## Оценка критиков
Адриан Коверт, автор статей для CNN, 2 января 2013 года предсказал, что операционная система не получит широкого применения, заявив, что «Прорубание ниши в, казалось бы, непоколебимом мобильном секторе, где правит Android’о-Apple’овская дуополия, требует критической массы пользователей и живой экосистемы разработчиков приложений. Реалистично говоря, шансы на это даже у припозднившихся Windows Phone и BlackBerry 10 невелики. В лучшем случае, Ubuntu будет похоже на песочницу для наиболее горячих энтузиастов и как дешевое решение для предприятий и компаний с ограниченным бюджетом».
Джой Снеддон из OMG Ubuntu не согласен с оценкой Коверта, написав «Комментаторы вроде Коверта упускают кое-что из виду. Смотрите, Ubuntu Phone на самом деле не собирался отгрызать доли рынка от компаний Apple или Google. А функция превращения телефона в полноценный десктоп с помощью док-станции не является главной приманкой для большинства… В своём выступлении, состоявшемся в начале этой недели, Марк Шаттлворт постоянно называл „возникающими“ те рынки, что станут полем битвы, где Ubuntu Phone будет бороться за влияние… Это сектор с быстроисчерпаемым первичным ресурсом потребителей, так что вскоре борьба за сердца, умы и руки менее технически подкованных будет также иметь место».

## Устройства с предустановленной Ubuntu

### BQ Aquaris
9 февраля 2015 BQ выпустила BQ Aquaris E4.5 Ubuntu Edition, первый смартфон с предустановленной Ubuntu Touch.
С апреля 2015 доступен только в европейском союзе.
1 июня 2015 было анонсировано, что BQ Aquaris E5 Ubuntu Edition будет выпущен 9 июня 2015.

### Meizu MX4
В марте 2015 Canonical представила Ubuntu Touch на Meizu MX4, который будет вторым устройством на Ubuntu Touch. Версия смартфона под управлением Android была запущена в сентябре 2014.
По состоянию на август 2016 года выпуск смартфонов под управлением Ubuntu Touch этими организациями прекращен.

### Meizu PRO 5
В феврале 2016 Canonical представила версию Meizu Pro 5 на Ubuntu Touch который является третьим устройством на Ubuntu Touch. Версия смартфона под управлением Android была запущена осенью 2015.
По состоянию на август 2016 года выпуск смартфонов под управлением Ubuntu Touch этими организациями прекращен.

### PRO F(x) tec
QWERTZ-смартфон Pro1 / Pro1-x планируется с Ubuntu touch.

### Uniwa QCOM U6701
Смартфон, производимый гонконгской компанией Cwell и представленный 2 января 2024 года. По внешнему виду и техническим характеристикам схож с Sharp Aquos Sense 4 Plus (под управлением OC Android), который выпускался в 2020—2021 годах и продавался только в Японии через сотового оператора Rakuten. При этом видеозапись работы Ubuntu Touch на смартфоне была опубликована производителем в конце 2023 года. Предположительно, Cwell производила смартфон по OEM-контракту для Sharp и спустя годы «утилизировала» невостребованные запасы аппаратного обеспечения, выпустив смартфон под собственной торговой маркой Uniwa. Сообщество разработчиков UBPorts официально не сообщало о портировании Ubuntu Touch на смартфоны Sharp или Uniwa.

## Закрытие проекта компанией Canonical
5 апреля 2017 года Марк Шаттлворт объявил о прекращении разработки Ubuntu Touch, а также дисплейного сервера Mir и оболочки Unity. В качестве приоритетных направлений заявлены облачные технологии и Интернет вещей (IoT).

## Продолжение разработки сообществом UBports
Дальнейшую разработку ОС взяло на себя сообщество UBports. Первое обновление вышло 11.01.2019 (Ubuntu Touch OTA-7) для всех официально поддерживаемых смартфонов и планшетов, в числе которых: OnePlus One, Fairphone 2, Nexus 4, Nexus 5, Nexus 7 2013, Meizu MX4/PRO 5, Bq Aquaris E5/E4.5/M10.
Также разработчики развивают экспериментальную версию рабочего стола Unity 8 (Lomiri) для мобильной ОС. На ПК она доступна в сборках Ubuntu 16.04 и 18.04.
- 2023 — Ubuntu Touch OTA-3 Focal[21] (Focal Fossa)